# 鳥原バスストップ

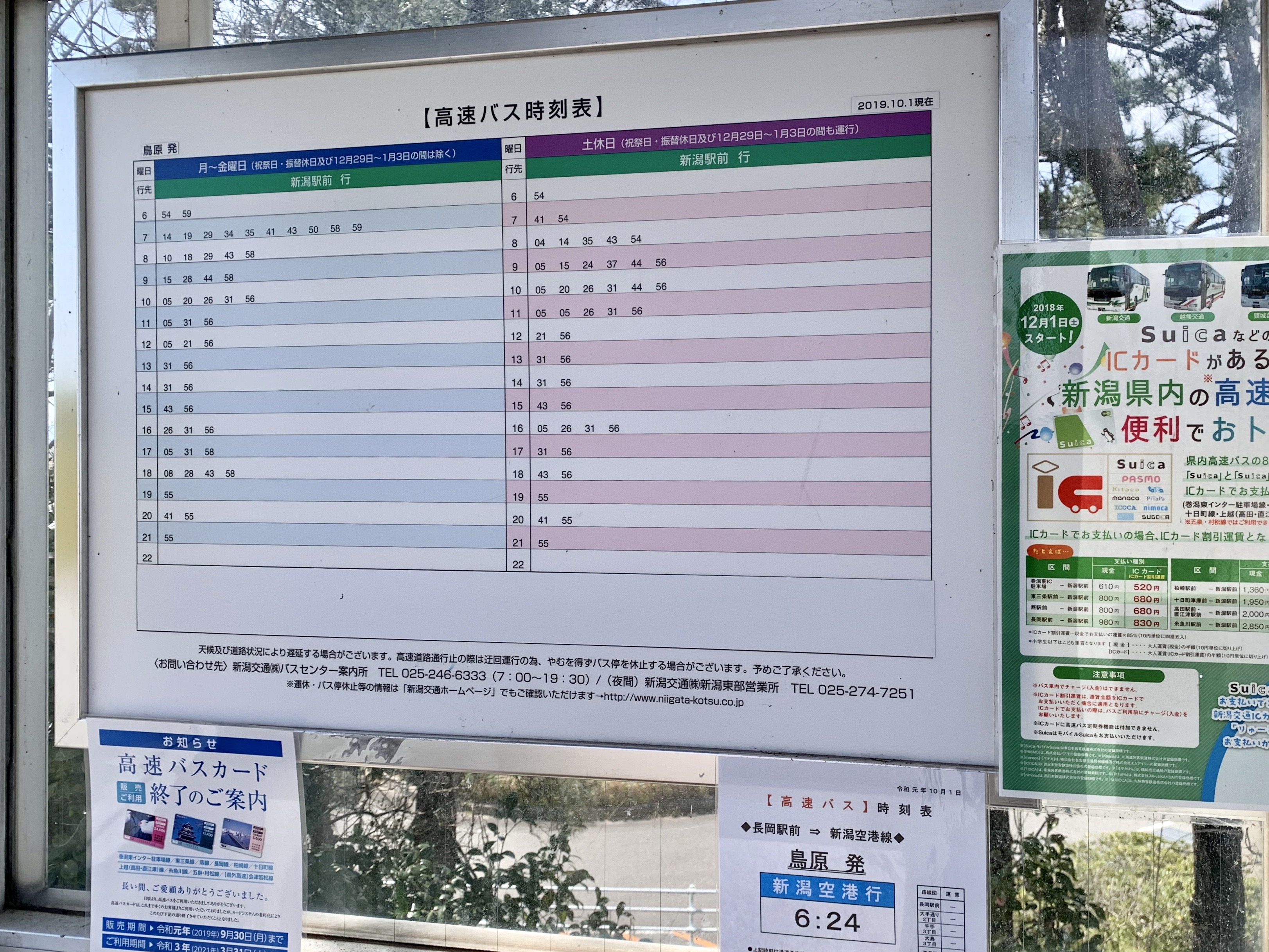
新潟方面行時刻表（県内高速バス）

鳥原バスストップ（とっぱらバスストップ）は、新潟県新潟市西区鳥原にある北陸自動車道の高速バス停留所。

## 概要
当停留所が所在する鳥原は、新潟市西区の黒埼市街地外郭部にあたる。
新潟市中心部を発着して北陸自動車道および関越自動車道を経由する高速バス路線が、市内中心部に向かう際には高速道路上で最後に、また市内中心部から各方面に向かう際には高速道路上で最初に停車するバス停であり、新潟県内の高速道路上のバス停としては最も停車本数が多い。
また周辺地域からのパークアンドライド需要に応えるため、新潟市ではバス停周辺に駐車場や駐輪場を整備するなどして対策をとっている（後述）。

## 停車路線

### 県外線

新潟県・県外高速バス路線図（旧ツアーバス系は除く）

いずれも新潟発は乗車のみ、新潟行は降車のみの扱い。
新潟交通（および共同運行先）が運行する県外線高速バスは、当停留所から中央区中心部方面へは新潟亀田ICから亀田バイパス、栗ノ木バイパス、明石通を経由して新潟駅万代口まで直行する。
- 東京 - 新潟線（バスタ新宿・池袋駅東口 - 万代シテイバスセンター）
- 金沢 - 新潟線（金沢駅東口 - 万代シテイバスセンター）
- 前橋・高崎 - 新潟線（前橋バスセンター・高崎駅東口 - 万代シテイバスセンター）
- おけさ号（大阪（阪急梅田）・京都駅 - 万代シテイバスセンター）
- 富山 - 新潟線（富山駅前 - 万代シテイバスセンター）
- 名古屋 - 新潟線（名鉄バスセンター - 万代シテイバスセンター）
- 金沢 - 新潟線（金沢駅前 - 万代シテイバスセンター）
- 長野 - 新潟線（権堂・長野駅 - 万代シテイバスセンター）
巻潟東BS - 鳥原BS - 新潟駅前
- NETWORK （東京ディズニーランド・バスタ新宿 - 新発田駅）
巻潟東BS - 鳥原BS - 新潟大学前
- アミー号（東京・新宿 - 新潟駅）
三条燕BS - 鳥原BS - 新潟駅前

### 県内線

ときライナー路線図

県内線（ときライナー）は、停車する全便において乗降いずれも扱っている。当停留所から中央区中心部方面へは、新潟中央ICから市街地を大きく迂回しながら新潟駅万代口へ至る。
新潟駅前行き（下り車線側）は全便停車するが、各方面行き（上り車線側）は夕方のラッシュ時を中心に上越線の一部の便が通過する。なお通過する便にはバスの前面に【鳥原通過】の副票が掲げられる。
- 【ときライナー】Ｓ 東三条線（東三条駅 - 新潟駅）
- 【ときライナー】Ｂ 燕線（燕駅 - 新潟駅）
- 【ときライナー】Ｎ 長岡線 （長岡駅 - 新潟駅）
- 【ときライナー】Ｔ 十日町線 （十日町車庫 - 六日町 - 新潟駅）
- 【ときライナー】Ｋ　柏崎線 （柏崎駅 - 新潟駅）
- 【ときライナー】Ｊ 上越線（直江津駅・高田駅 - 新潟駅）
- 【ときライナー】Ｉ 糸魚川線（糸魚川駅 - 新潟駅）
巻潟東BS - 鳥原BS - 中央インター前
- 【ときライナー】Ｍ 巻潟東IC駐車場線（巻潟東インター駐車場 - 新潟駅）
巻・潟東インター前／巻・潟東インター駐車場 - 鳥原BS - 中央インター前

上下線の各バス停の待合室内には、GPSによるバスロケーションシステム「にいがたバスi」の表示端末があり、当停留所発着の県内線の全路線の位置表示に対応していた（サービス終了済み）。

## 付帯施設・その他

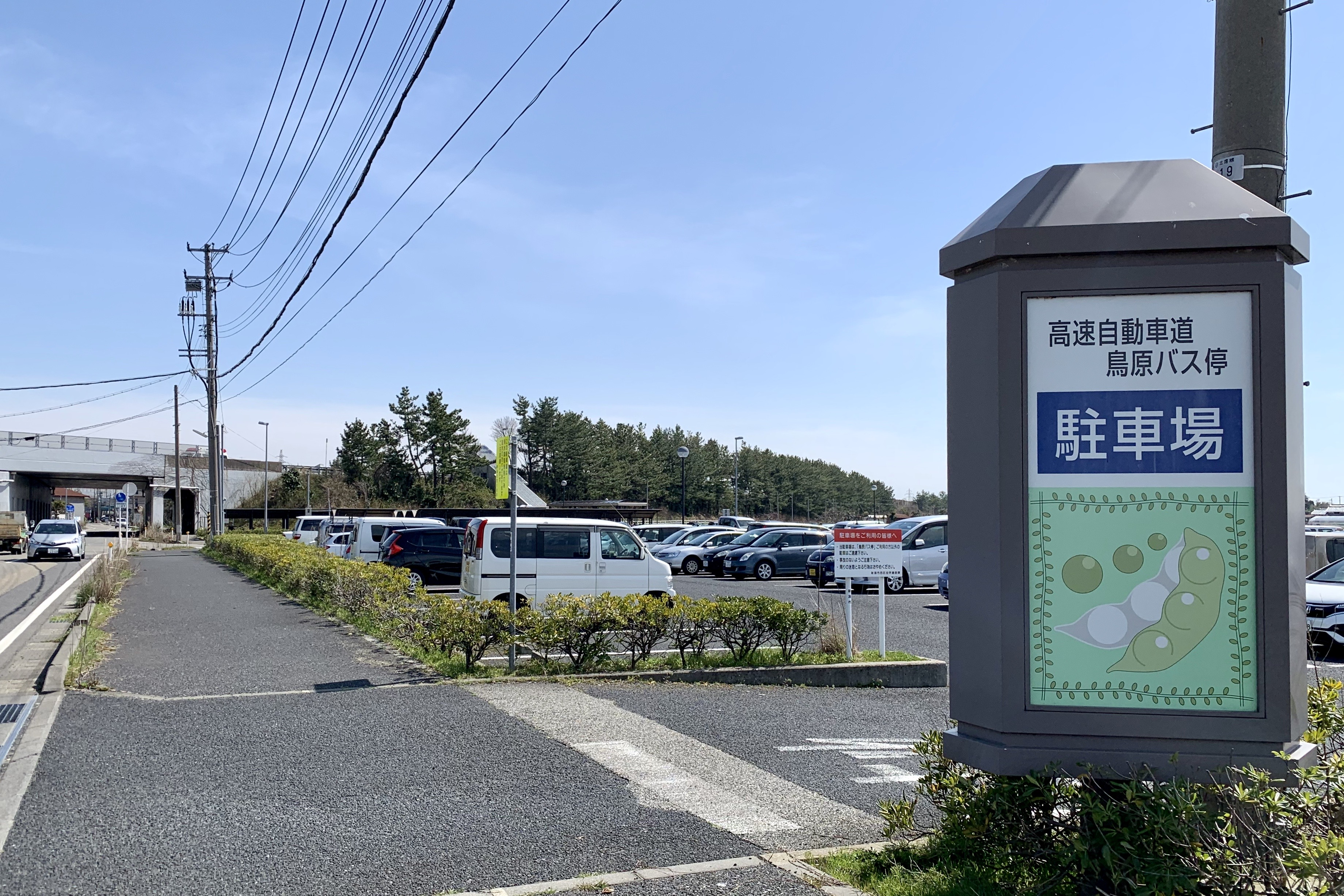
無料のパークアンドライド駐車場（2020年3月）

パークアンドライドのため、下り停留所側（新潟市中心部方面、新潟県道2号新潟寺泊線沿い）に駐車場・駐輪場が設けられており、駐車場内には公衆便所（水洗式）が設置されている。第一駐車場（約100台収容）は当時の黒埼町によって1985年に整備されたが、次第に利用者が増加して車両を駐車しきれなくなり、多少の拡張はあったものの、周辺道路では路上駐車によるトラブルも発生していた。2005年、新潟市は隣接地に第二駐車場（約400台収容）を整備の上、第一駐車場の大部分を駐輪場とロータリーに改修して、収容台数の増加と利便性の向上を図った。なお、第二駐車場の地下には調整池が設けられているため、大雨の際には路面が冠水する場合がある。
第一駐車場の下り停留所への上り口近くにはロータリーが設けられている。送迎車両の進入に使われる他、2007年から2010年3月までは新潟市が運行するコミュニティバス「区バス」の停留所が設けられており、西区区バスの他、南区区バス（レインボーバス）の一部も乗り入れていた。しかし同年4月に西区区バスの黒埼ルートが廃止となり、さらにレインボーバスも当BSへの乗り入れを取り止めたことから、現在当BSのロータリー内に乗り入れる路線バスは運行されていない。
この他、新潟交通の一般路線バスも停留所近くを運行している。
- 鳥原新田バス停（上り停留所から南へ徒歩約2分）
  - 黒鳥線 大野仲町 行
  - 黒鳥線 黒鳥・信楽園病院経由 内野営業所 行

## 隣
E8 北陸自動車道
(40)巻潟東IC - (40-1)黒埼PA/スマートIC - 鳥原BS - (41)新潟西IC